# Cnestis mildbraedii
Cnestis mildbraedii är en tvåhjärtbladig växtart som beskrevs av Ernest Friedrich Gilg. Cnestis mildbraedii ingår i släktet Cnestis och familjen Connaraceae. Inga underarter finns listade i Catalogue of Life.